# Rune Reilly Kölsch
Rune Reilly Kölsch (né le 9 février 1977 à Christiania), aussi simplement connu sous le pseudonyme Kölsch, est un producteur et DJ danois.

## Biographie
Originaire de Copenhague, Rune Reilly Kölsch a travaillé avec des groupes et artistes tels que Coldplay, Imogen Heap, London Grammar, Tiga, Sasha et Michael Mayer.
En 2003, Kölsch sort le titre Calabria, une chanson house instrumentale avec un riff de saxophone synthétisé, sur Credence, un sous-label de Parlophone, pour lequel il reçoit le Danish Music Award en 2004. Dans les années 2000, plusieurs remixes de Calabria sont publiés, dont une reprise de Drunkenmunky et un mashup intitulé Destination Calabria d'Alex Gaudino featuring Crystal Waters, véritable tube international dans de nombreux pays, tandis qu'en juin 2022, deux morceaux utilisant le même sample grimpaient dans le Top 30 britannique, l'une par le DJ Nathan Dawe, l'autre par Benzz, rappeur drill originaire de l'ouest londonien,.
En 2017, Kölsch se produit au sommet de la Tour Eiffel à Paris, en France, pour Cercle Music,.

## Discographie

### Albums studio
- 2013 : 1977
- 2015 : 1983
- 2017 : 1989
- 2020 : Now Here No Where
- 2021 : Isopolis
- 2023 : I Talk to Water

### Singles
- 2003 : Calabria (États-Unis:  Or)[10]
- 2010 : Loreley
- 2010 : Silberpfeil
- 2011 : Opa
- 2011 : Der Alte
- 2012 : All that Matters
- 2013 : Goldfisch
- 2013 : Zig
- 2014 : Papageno
- 2014 : Cassiopeia
- 2015 : Two Birds
- 2015 : DerDieDas
- 2016 : Grey
- 2018 : Left Eye Left

### Remixes
- 2011 : GusGus – Deep Inside (Kölsch Remix)
- 2012 : Kris Menace – Lone Runner (Kölsch Remix)
- 2013 : Panama – It’s Not Over (Kölsch Remix)
- 2013 : Deadmau5 feat. Imogen Heap – Telemiscommunication (Kölsch Remix)
- 2013 : Henry Krinkle – Stay (Kölsch Remix)
- 2014 : Marc DePulse – No Need to Worry (Kölsch Remix)
- 2014 : andHim – Hausch (Kölsch Remix)
- 2014 : Wankelmut – Wasted So Much Time (Kölsch Remix)
- 2014 : Coldplay – A Sky Full of Stars (Kölsch Remix)
- 2015 : Monkey Safari – Cranes (Kölsch Remix)
- 2016 : Sven Väth – Robot (Kölsch Remix)
- 2015 : The Chemical Brothers feat. Beck – Wide Open (Kölsch Remix)
- 2017 : London Grammar – Hell to the Liars (Kölsch Remix)